# Onychiurus folsomi
Onychiurus folsomi är en urinsektsart som först beskrevs av Schaeffer 1900.  Onychiurus folsomi ingår i släktet Onychiurus och familjen blekhoppstjärtar. Arten är reproducerande i Sverige. Inga underarter finns listade i Catalogue of Life.